# Esenbeckia flava
Esenbeckia flava är en vinruteväxtart som beskrevs av T. S. Brandeg.. Esenbeckia flava ingår i släktet Esenbeckia och familjen vinruteväxter. Inga underarter finns listade i Catalogue of Life.